# 아르놀트 판데를리더
아르놀트 페트뤼스 마리아 판데를리더(네덜란드어: Arnold Petrus Maria Vanderlyde, 1963년 1월 24일~)는 네덜란드의 전직 권투 선수이다. 1984년, 1988년, 1992년 하계 올림픽 3회 연속으로 헤비급 동메달을 획득하였으며, 세계 선수권 대회에서 은메달 2개, 유럽 선수권 대회에서 금메달 3개, 동메달 1개를 획득했다.